# Eino Kirjonen
Eino Einari Kirjonen, född 25 februari 1933 i Björkö (sedan 1947 en del av Sovjetunionen/Ryssland), död 21 augusti 1988 i Kouvola, var en finländsk backhoppare som representerade Lahden Hiihtoseuraa i Lahtis.

## Karriär
Eino Kirjonen debuterade i tysk-österrikiska backhopparveckan i Schattenbergschanze i Oberstdorf i Tyskland 31 december 1953. Backhopparveckan arrangerades för andra gången och Kirjonen blev nummer 6 i första tävlingen, 16,0 poäng efter segrande Olaf B. Bjørnstad från Norge. I nyårstävlingen i Große Olympiaschanze i Garmisch-Partenkirchen tog Kirjonen andra platsen efter Bjørnstad som också vann tredje tävlingen i Bergiselschanze i Innsbruck i Österrike. Kirjonen blev nummer fem. I sista tävlingen, i Paul-Ausserleitner-Schanze i Bischofshofen slutade Kirjonen på nionde plats och blev nummer 2 i sammandraget, 36,9 poäng efter Bjørnstad och 7,2 poäng före österrikaren Sepp Bradl som vann den första upplagan av backhopparveckan året innen. 
Backhopparveckan 1954/1955 dominerades total av de tre backhopparna från Finland, Kirjonen, Aulis Kallakorpi och Hemmo Silvennoinen, med sin nya, aerodynamiska hoppstil med armarna sträckta bakåt och intill kroppen. Finländarna vann trippel i de två första tävlingarna, i Oberstdorf och Garmisch-Partenkirchen. Kallakorpi vann båda. De två sista tävlingarna, i Innsbruck och Bischofshofen vanns av norrmannen Torbjørn Ruste. Kirjonen blev nummer fyra i Innsbruck och nummer tre i Bischofshofen och blev nummer två sammanlagt i turneringen endast 2,8 poäng efter landsmannen Silvennoinen och 24,1 poäng före Kallakorpi som säkrade Finland en trippel i sammandraget.
Eino Kirjonen vann öppningstävlingen i backhopparveckan 1955/1956 och blev nummer två i nyårstävlineg i Garmisch-Partenkirchen efter Silvennoinnen, men de finländska hopparna placerade sig inte bland de tio bästa i de två sista deltävlingarna och inte heller i sammandraget. Kirjonen blev nummer 17 sammanlagt.
Säsongen 1956/1957 startade med en misslyckad tävling i Oberstdorf för Kirjonen. Han blev nummer 17 i en tävling som vanns av landsmannen Pentti Uotinen. Sedan blev han nummer 6 i Innsbruck (andra tävlingen i backhopparveckan den säsongen) och nummer två i Garmisch-Partenkirchen. Kirjonen vann avslutningstävlingen med klar margin, men Pekka Uotinen vann sammanlagt med endast 0,7 poäng efter fyra tävlingar.
Säsongen 1958/1959 blev Kirjonen nummer 17 sammanlagt i backhopparveckan efter fall i Bergiselschanze i Innsbruck. Han tog två andraplatser i deltävlingarna, i öppningstävlingen i Oberstdorf och i avslutningstävlingen i Bischofshofen. Backhopparveckan 1961/1962 blev hans bästa. Han vann öppningstävlingen i Oberstdorf med klar marginal och blev nummer 4 i Innsbruck och nummer 5 i Garmisch-Partenkirchen. Även om han blev nummer 12 i avslutningstävlingen, vann han backhopparveckan sammanlagt, 11,6 poäng före österrikaren Willi Egger och 21,8 poäng före landsmannen Hemmo Silvennoinen. I sin sista säsong (1964/1965) i backhopparveckan blev Kirjonen nummer 66 sammanlagt.
Eino Kirjonen deltog i två olympiska spel. Under vinter-OS 1956 i Cortina d'Ampezzo i Italien blev Kirjonen nummer sju. Landsmännen Antti Hyvärinen och Aulis Kallakorpi vann en dubbel för Finland. Kirjonen var 5,5 poäng från att säkra en trippel-triumf. Under OS 1960 i Squaw Valley i Kalifornien i USA blev Kirjonen nummer sjutton. 
Kirjonen blev nummer tre i Holmenkollrennet 1958 efter Aulis Kallakorpi och Torbjørn Falkanger. Året efter blev han nummer fem i en tävling som vanns av Antti Hyvärinen. Han blev nummer två i Holmenkollen 1960, bara slagen av Helmut Recknagel från Östtyskland.
Kirjonen spelade också baseboll på elitnivå i klubben Lahden Mailaveikkoja från Lahtis.